# 國際奇連藍

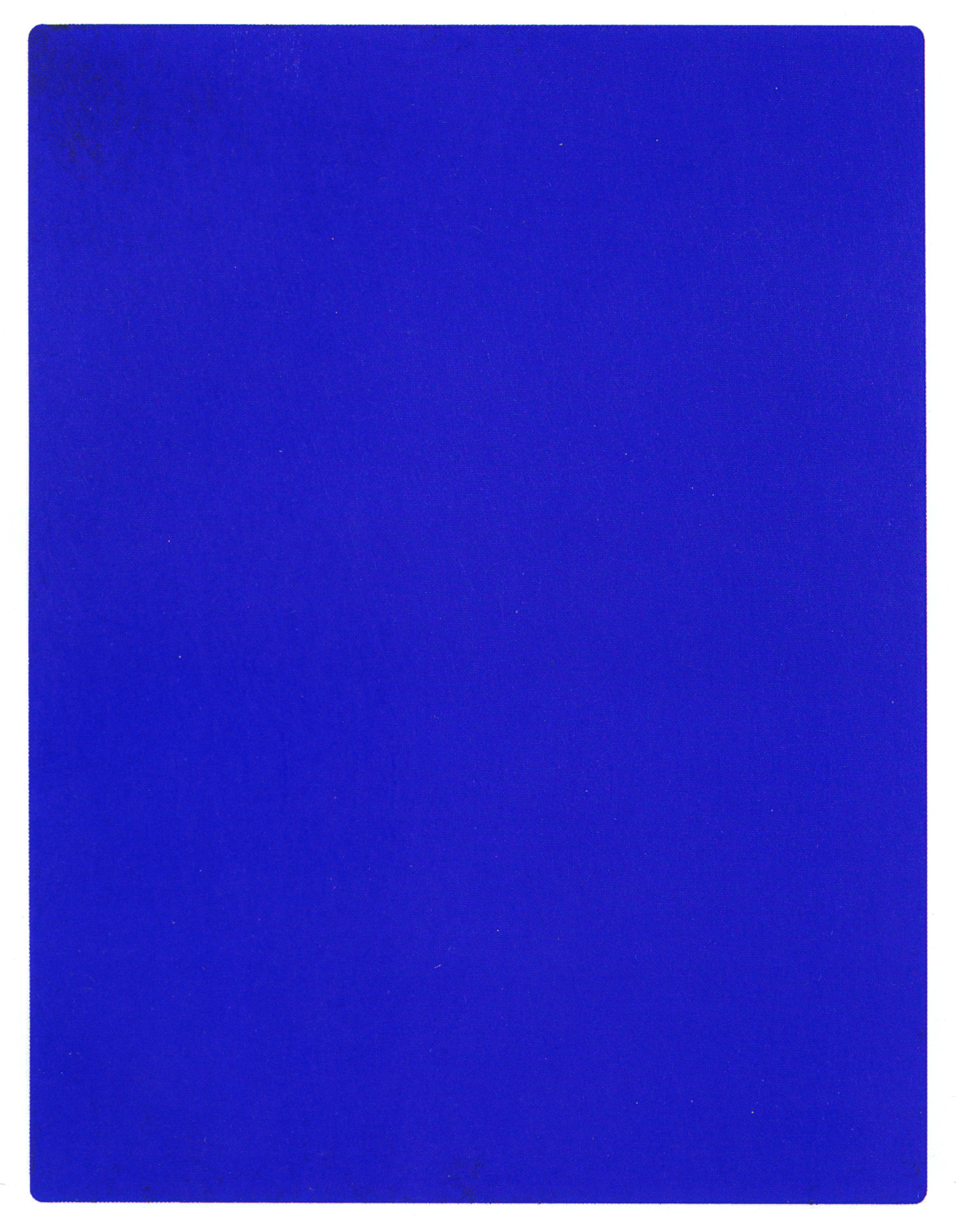
IKB 191（1962），克萊因用國際奇連藍創作的眾多作品之一

國際奇連藍（英文：International Klein Blue）是藍色系之一，亦被翻譯爲國際克萊因藍。它由法國藝術家伊夫·克莱因首次混合成。國際奇連藍具有較大的視覺衝擊力，這是因爲它的顏色主要是由群青構成的緣故。克莱因经常將它運用在有着厚塗及紋理豐富的油畫作品中。

## 歷史

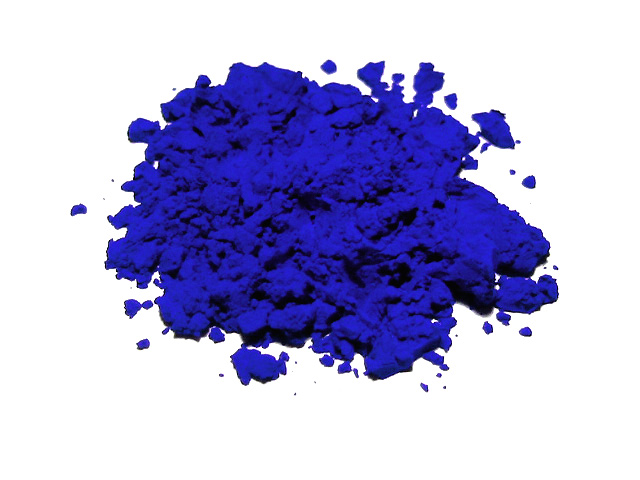
合成群青，與混合國際奇連藍使用的相似

國際奇連藍是由伊夫·克萊因與愛德華·亞當合作開發的，他是一個來自巴黎的繪畫顏料供應商，其商店至今仍在蒙帕納斯的愛德格-奎內（Edgar-Quinet）大道上營業。混合顏料使用的是一種磨砂的合成樹脂粘合劑，該粘合劑可以聚合顏料並允許顏料盡可能的保持原始的質量和顏色強度。粘合劑中使用的合成樹脂是法國羅訥-普朗克（Rhône-Poulenc）製藥公司當時以 Rhodopas M 或 M60A 的名義開發和銷售的聚醋酸乙烯酯。愛德華·亞當現在仍然以「Médium Adam 25」的名称销售該粘合劑。
1960年5月，克萊因將顏料配方放入索洛信封中，以國際奇連藍（International Klein Blue）的名稱在法國國家工業研究所（INPI）註冊了油漆專利，但他並未獲得該專利。根據法國法律，索洛信封僅適用於在專利發明前進行申請登記。國家工業研究所持有的副本于1965年被銷毀。克萊因自己保存的副本，自被法國國家工業研究所蓋上印花並返還給他後，至今仍然被保存着。
1960年3月，克萊因取得了一項「通過遠程指揮模特沾滿顏料而不使用物理創造手段作畫」的專利。

## 在個人作品中的應用
儘管克萊因在他的早期職業生涯中曾廣泛地使用藍色，但直到1958年，他才把它作為作品的核心組成部分（實際上顏色本身成爲藝術）。克萊因以國際奇連藍為核心主題，開創了一系列單色作品。其中包括表演藝術相關作品：克萊因在模特裸體上塗上顏料，讓他們在空白的畫布上行走、翻滾和伸展；與此同時他也有較爲常規的單色畫作品。克萊因六件國際奇連藍色的雕塑在德國蓋爾森基興的魯爾音樂劇院展出。

## 大衆文化

### 艺术
- 不同的版本在世界各地展出。 其中一件在巴黎法国的蓬皮杜中心展出。 在“杰作”[7]， 卡埃萊（Kaele）建议将这幅画的普通卡特尔替换为相同大小的卡特尔，其文字已被蓝色单色层取代。

### 學術
- 奥斯卡金像奖獲獎演員埃迪·雷德梅恩在劍橋大學三一學院學習藝術史時寫了一篇關於國際奇連藍的論文。不過，實際上他是一名色盲患者。[8]

### 電影
- 1993年，由德里克·賈曼創作的實驗電影《藍》以 IKB 79 [9]作為整部電影背景的唯一鏡頭。以此來表示視力的喪失和因患有愛滋病及相關併發症的患者在醫療時承受帶來的副作用，以其痛苦爲基調的藍色色調。

### 文學
- 在威廉·吉布森的小說《零歷史》中，廣告大亨胡伯圖斯·比根德穿著一套國際奇連藍的服裝，因為這樣的服裝顏色「這讓人不安」。[10]

### 音樂
- 澳大利亞搖滾樂隊伊夫·克萊因·藍（Yves Klein Blue）的樂隊名稱取自國際奇連藍和它的創造者。
- 1982年，丹麥搖滾樂隊 Kliché 發行了名為國際奇連藍（International Klein Blue）的音樂。[11]
- 國際奇連藍是藍人樂團（Blue Man Group）使用的顏色。[12]
- Roger Eno（英语：Roger Eno） 在1985年專輯《Voice》中錄製了一篇名為《Reflections on I.K.B.》的文章朗讀[13]。
- 陶喆於1997年發行同名專輯《陶喆》，封面顏色也採用國際奇連藍。成為華語流行音樂標誌性的一張專輯。
- 威爾士搖滾樂隊狂躁街道传教者于2017年12月8日發行了一張名為《國際藍》（International Blue）的單曲，該單曲是關於伊夫·克萊因和國際奇連藍的。[14]

### 電視劇
- 《Mike Tyson Mysteries》第2季第14集（2016年5月8日）的標題是《伊夫·克萊因『藍調』》（Yves Klein Blues）。在這集中，這位前拳擊冠軍試圖在他的夏季運動服使用這種顏色。

### 科技
- 2020年10月發表新款的iPhone 12五款顏色中，藍色款便採用國際奇連藍作為其整體配色。

## 延伸阅读
- 钇铟锰蓝
- 顏色列表

## 外部鏈接
- IKB 79 (1959) （页面存档备份，存于）, Yves Klein, Tate
- SFMOMA | Collections Access Online | Yves Klein | IKB74
- Blue Monochrome (1961) （页面存档备份，存于）, Yves Klein, Museum of Modern Art, New York
- "Everywhere, International Klein Blue" （页面存档备份，存于） by Jude Stewart, Print, 26 October 2010
- rgb.to: Color conversion for International Klein Blue （页面存档备份，存于）